# 윌리엄 실리 고셋

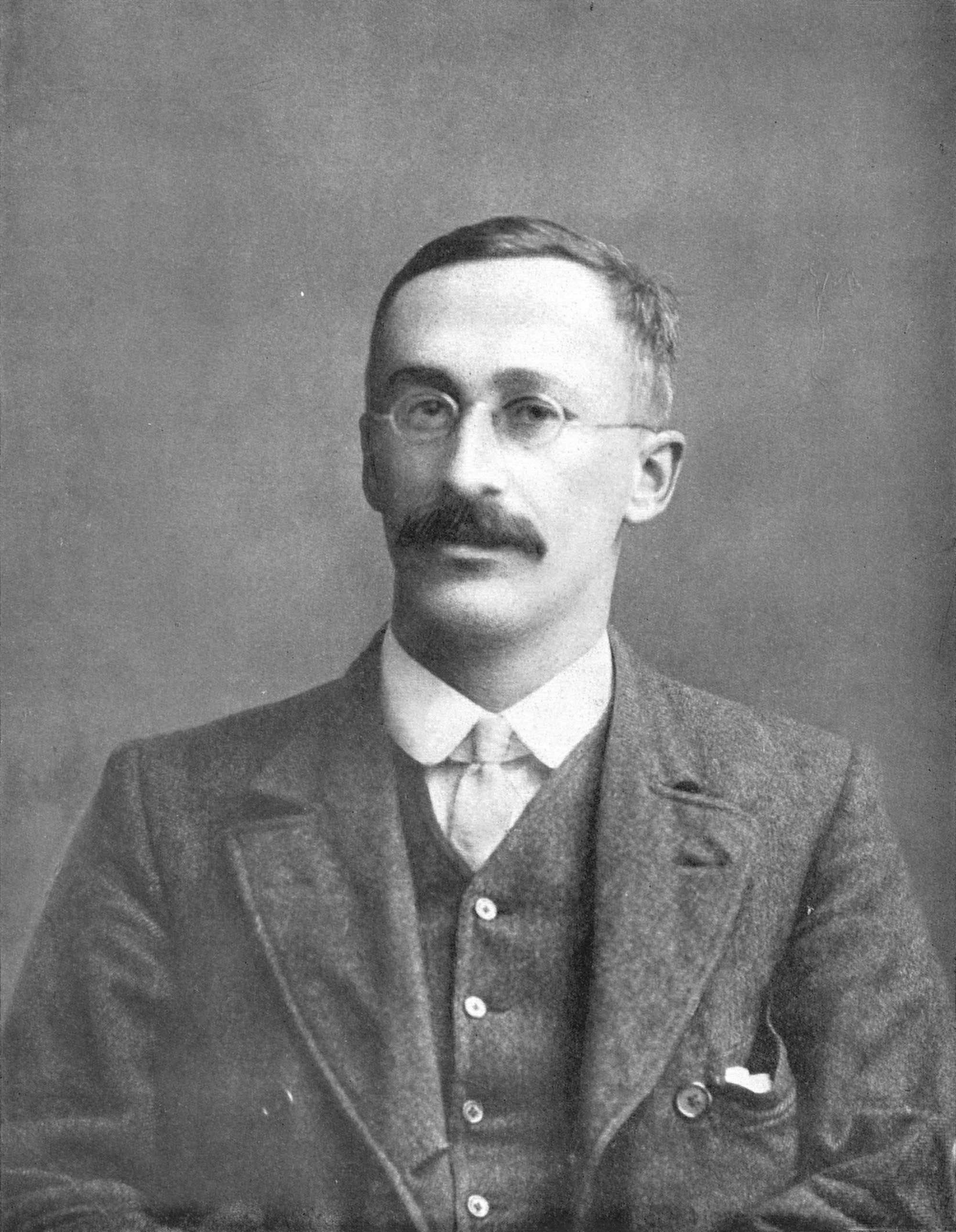
윌리엄 실리 고셋

윌리엄 실리 고셋(William Sealy Gosset, 1876년 6월 13일 ~ 1937년 10월 16일)은 영국의 통계학자이자 양조기술자로, 추론통계학의 개척자이다. 본명보다 필명 "학생(Student)"으로 더 유명하다.

## 생애
옥스포드 대학 뉴 컬리지에서 화학과 수학을 배웠고 1899년에 기네스 맥주회사의 더블린 양조장에 취직했다. 그는 통계 지식을 양조과 농업(보리 개량) 모두에 적용하면서 실제적인 연구를 거듭했다. 또한 1906년부터 1907년까지 칼 피어슨의 연구실에서 연구하고 1908년 논문을 썼지만 피어슨은 그 논문을 인정해주지 않았다. (이 논문은 작은 표본 문제를 해결하는 방법에 관한 것이었다. 작은 표본 문제란 표본의 수는 많지 않지만 그러한 상황에서 가능한 한 정확하게 답변을 하기 위해서 어떻게 해야 하는가 하는 문제이다.) 당시 생물 측정 학자는 정확하게 측정을 실시하고 정확한 답변을 요청하는 것을 중시하고 있었기 때문이다.
기네스사에서는 영업 비밀 문제로 직원이 논문을 발행하는 것을 금지하고 있었기 때문에, 고셋은 ‘학생’(영어: Student 스튜던트[*])이라는 필명으로 논문을 발표했다. 그의 가장 유명한 업적은 스튜던트 t 분포로 불린다. 1908년 "평균의 오차 확률분포 (The probable error of a mean)"를 비롯해 대부분의 논문이 피어슨이 주재하는 Biometrika지에 발표되었다.
1935년에 고셋은 더블린에서 런던에 새로 세워진 양조장으로 이동, 2년 후에 사망했다.

## 피어슨, 피셔와의 관계
고셋이 한 작은 표본 연구의 중요성을 간파한 사람은 피어슨이 아니라 로널드 피셔였다. 고셋의 표제 통계에 t라는 문자를 할당한 것도 피셔이며, 고셋 자신은 {\displaystyle z\left(={t \over {\sqrt {n-1}}}\right)}을 사용했지만, 피셔가 자신의 자유도 이론에 맞추기 위해 t로 바꿨다. 또한 t분포를 회귀 분석에 응용한 것도 피셔이다. 피어슨과 피셔는 논적(論敵) 관계이기도 했는데, 고셋은 평온한 인품으로 양측과 교우 관계를 유지했다.